# Léon Moussinac
Léon Moussinac (Migennes, 19 de janeiro de 1890 – 10 de março de 1964) foi um escritor, jornalista, historiador e crítico de cinema da França.